# Toxeiro (España)
Toxeiro es un lugar de la parroquia de Abeledo, municipio de Abadín, comarca de Tierra Llana (Lugo), provincia de Lugo, Galicia, España.